# Месь, Алексей Сергеевич
Алексей Сергеевич Месь (укр. Олексій Сергійович Месь, позывной Мунфіш (англ. Moonfish; 20 октября 1993, г. Шепетовка, Хмельницкая область — 26 августа 2024) — украинский военный лётчик, полковник (посмертно) Воздушных сил Украины. Погиб в резонансной катастрофе, управляя самолётом F-16. В СМИ отмечалась его значительная роль в получении Украиной этих самолётов. Герой Украины (посмертно, 2025).
В 2022 году был командиром эскадрильи МИГ-29.
Мунфиш был одним из первых украинских пилотов, начавших обучение полётам на F-16 в США.

## Биография
Родился 20 октября 1993 года в Шепетовке Хмельницкой области. После учёбы в местной школе поступил в Харьковский национальный университет Воздушных Сил имени Ивана Кожедуба. В летном университете обучался вместе с другим будущим пилотом Украины со схожей судьбой — Андреем Пильщиковым «Джусом». Инструктором, обучавшим Меся на МиГ-29, был бригадный генерал Сергей Голубцов, в 2024 — начальник авиации Командования Воздушных сил Вооружённых сил Украины.

## Передача F-16 Украине
В июне 2022 года в своих усилиях по продвижению предоставления Украине самолетов F-16 для защиты от российских атак Месь, совместно с товарищем и пилотом Андреем Пильщиковым, посетили США. После их встреч с американскими законодателями, в том числе с конгрессменом Адам Кинзингером, последний предложил Конгрессу Ukraine Fighter Pilots Act, который стал частью решения Палаты представителей об утверждении финансирования в размере $100 млн на подготовку и обучение украинских пилотов на F-16.

## Гибель
Погиб 26 августа 2024 года на самолёте F-16 в авиакатастрофе во время отражения мощнейшего российского массированного комбинированного ракетно-авиационного удара России по Украине. По информации ВС ВСУ, во время отражения уничтожил три крылатые ракеты и один ударный БпЛА одновременно. Прощание с лётчиком состоялось 29 августа 2024 года.
29 августа 2024 года состоялись проводы в Свято-Михайловском соборе Шепетовской УПЦ МП. Похороны состоялись в Шепетовке, откуда был родом пилот.

## Награды
17 марта на сайте офиса президента Украины был опубликован указ Владимира Зеленского, в котором Алексей Месь «за личное мужество и героизм, проявленные в защите государственного суверенитета и территориальной целостности Украины, самоотверженное служение украинскому народу» посмертно награждается званием Героя Украины и Золотой звездой.